# Angelo Infanti
Angelo Infanti (16 de fevereiro de 1939 - 12 de outubro de 2010) foi um ator de cinema italiano. Ele apareceu em mais de 90 filmes entre 1961 e 2010.